# Verena Schott
Verena Schott (* 6. März 1989 in Greifswald, DDR) ist eine deutsche Schwimmerin im Behindertensport.

## Biographie
Verena Schott wurde 1989 in Greifswald geboren und zog mit drei Jahren mit ihrer Familie nach Bennewitz bei Leipzig. Im benachbarten Wurzen begann sie im Alter von acht mit dem Schwimmen beim Wurzener SC. 2002 wurde Schott auf dem Fahrrad von einem Kleintransporter erfasst und schwer verletzt. Seitdem ist sie inkomplett querschnittgelähmt und nutzt einen Rollstuhl.
Den Schwimmsport betrieb Schott fortan beim Behindertensportverein Leipzig weiter. Nach dem Abitur begann sie ein Biologiestudium an der Humboldt-Universität zu Berlin und trainierte beim Paralympischen Sport Club Berlin (PSC Berlin).
Erste bedeutende sportliche Erfolge feierte Schott bei der Weltmeisterschaft 2010, bei der sie über 200 m Lagen und 100 m Brust jeweils die Silbermedaille errang. In der Folge schwamm sie die Norm für die Paralympischen Sommerspiele 2012, bei denen sie dann zum deutschen Aufgebot gehörte. Dort erreichte sie über 50 m Freistil, 100 m Brust, 200 m Lagen und 400 m Freistil jeweils die Finalläufe. Auf ihrer Paradedistanz, den 200 m Lagen (Klasse SM6), gewann sie die Silbermedaille und musste sich nur Eleanor Simmonds mit  Weltrekordzeit geschlagen geben. Im August 2013 gewann sie bei der WM in Montreal erneut Silber über die 200 m Lagen sowie Bronze über 100 m Brust. Im Deutschen Behindertensportverband fungiert sie in der Abteilung Schwimmen als Aktivensprecherin und Vertreterin der aktiven Nationalmannschaft.
Für den Gewinn der Silbermedaille bei den Paralympics 2012 in London erhielt sie am 7. November 2012 das Silberne Lorbeerblatt.
Schott ist Mutter von zwei Söhnen (* 2011 und 2015).